# Diogo Gonçalves
Pour les articles homonymes, voir Gonçalves.
Diogo António Cupido Gonçalves, dit Diogo Gonçalves, né le 6 février 1997 à Almodôvar, est un footballeur portugais qui évolue au poste de milieu de terrain ou d'attaquant au Real Salt Lake.

## Carrière

### Formation au SL Benfica (2008-2023)
En 2008, à l'âge de 11 ans, Diogo Gonçalves arrive au centre de formation du Benfica Lisbonne et y fait ses classes.
Le 14 février 2015, Gonçalves fait ses débuts en faveur du Benfica B. Avec l'équipe B, il se distingue en disputant 86 matchs et en inscrivant 16 buts.
Lors de la saison 2017-2018, il fait sa première apparition avec l'équipe première.

#### Prêt d'un an à Nottingham Forest (2018-2019)
Le 14 juin 2018, il est prêté à Nottingham Forest pour une saison.
A l'issue de la saison 2018-2019, il ne dispute que 10 matchs et n'inscrit aucun but. Il n'est alors pas conservé par Nottingham Forest et retourne au SL Benfica.

#### Prêt d'un an au FC Famalicão (2019-2020)
Au mois de juillet 2019, il est de nouveau prêté pour une saison, cette fois-ci au FC Famalicão.
Lors de son prêt, il réalise une saison satisfaisante en disputant 33 matchs et en inscrivant 7 buts. A l'issue de son prêt, il retourne de nouveau au SL Benfica.

#### Retour au SL Benfica (2020-2023)
Diogo Gonçalves retourne chez son club formateur du SL Benfica à l'issue de la saison 2019-2020, et ce jusqu'en 2023.
Sous les couleurs lisboètes, Diogo Gonçalves dispute 98 matchs mais n'inscrit que 3 buts.

### Transfert définitif au FC Copenhague (2023-)
Le 5 janvier 2023, Diogo Gonçalves s'engage au FC Copenhague jusqu'en juin 2027 pour un montant de 2 millions d'euros.

### En sélection (2012-)
Avec les moins de 17 ans, il participe au championnat d'Europe des moins de 17 ans en 2014. Lors de cette compétition, il joue trois matchs, délivrant une passe décisive contre la Suisse. Le Portugal s'incline en demi-finale face à l'Angleterre.
Avec les moins de 19 ans, il participe au championnat d'Europe des moins de 19 ans en 2016. Lors de cette compétition, il joue quatre matchs. Le Portugal s'incline en demi-finale face à l'équipe de France.
Il dispute ensuite avec les moins de 20 ans la Coupe du monde des moins de 20 ans 2017 organisée en Corée du Sud. Lors du mondial junior, il joue cinq matchs. Il inscrit deux buts lors du premier tour, face au Costa Rica et à l'Iran. Il marque un dernier but en quart de finale contre l'Uruguay, qui s'avère être le dernier match du Portugal dans ce tournoi.
Avec les espoirs, il inscrit un triplé contre le Liechtenstein en mars 2018.